# Autoserica keralensis
Autoserica keralensis är en skalbaggsart som beskrevs av Frey 1972. Autoserica keralensis ingår i släktet Autoserica och familjen Melolonthidae. Inga underarter finns listade.